# 桑取村
桑取村（くわとりむら）は、かつて新潟県中頸城郡にあった村。

## 沿革
- 1889年（明治22年）4月1日 - 町村制の施行により、中頸城郡増沢村、西吉尾村、東吉尾村、大淵村、土口村、北谷村、西谷内村、皆口村及び横畑村の区域をもって、中頸城郡桑取村が発足する。
- 1955年（昭和30年）4月1日 - 直江津市に編入する。